# Acletoxenus quadristriatus
Acletoxenus quadristriatus är en tvåvingeart som beskrevs av Oswald Duda 1936. Acletoxenus quadristriatus ingår i släktet Acletoxenus och familjen daggflugor. Inga underarter finns listade i Catalogue of Life.